# Гай Юлій Корнут Тертулл
Гай Юлій Корнут Тертулл (лат. Gaius Iulius Cornutus Tertullus; 45 — 117) — державний діяч Римської імперії, консул-суффект 100 року.

## Життєпис
Народився у м. Пергі у Памфілії. Ймовірно замолоду разом з батьками перебрався до Риму. Тут завдяки родинним зв'язкам зумів стати сенатором за імператора Нерона. У 73 році імператор Веспасіан призначив Тертулла censura inter praetorios adlectus. Після 74 року отримав посаду проконсула провінції Нарбонська Галлія.
У 97 році став префектом ерарії Сатурна. У 100 році імператор Траян призначає Тертулла консулом-суффектом разом з Плінієм Молодшим. Після цього став куратором віа Емілія, а потім легатом в Аквітанії.
У 111 році призначено імператорським легатом-пропретором у провінції Віфінія і Понт. У 116 році як проконсул керував провінцією Африка. Під час цього помер у 117 році. Поховано у м. Тускул.